# Elixhausen
Elixhausen – gmina w Austrii, w kraju związkowym Salzburg, w powiecie Salzburg-Umgebung. Według danych Austriackiego Urzędu Statystycznego liczyła 2825 mieszkańców (1 stycznia 2015).